# Narval
Monodon monoceros
Pour les articles homonymes, voir Narval (homonymie) et Licorne (homonymie).
Genre
Espèce
Statut de conservation UICN

 LC  : Préoccupation mineure
Statut CITES
Le narval ou licorne des mers (Monodon monoceros), narvals au pluriel, est une espèce de cétacés de la famille des Monodontidae vivant dans l'océan Arctique. Le mâle possède une unique défense torsadée, issue de la canine supérieure gauche,, qui peut mesurer jusqu'à 3 m de long. L'animal lui-même a une longueur de 4 à 5 m.
Jusque vers le début du XVIIIe siècle, on pensait que les exemplaires connus de cette « corne » appartenaient à la légendaire licorne. La rareté du narval et son habitat réduit ont contribué à la persistance de la légende. Considérée ensuite comme une arme, ou un outil, la « défense » du narval est aujourd'hui analysée comme un organe sensoriel, dont les riches terminaisons nerveuses permettent à l'animal de percevoir les différences de pression, de salinité, ou de température.

## Description

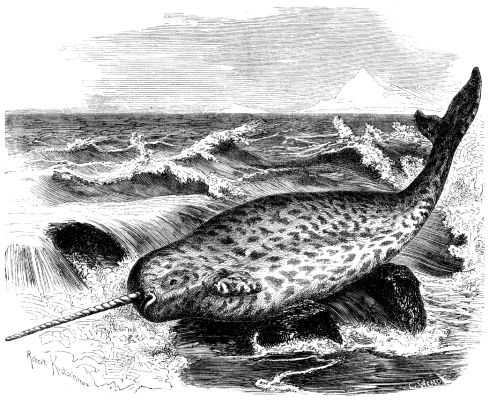
Illustration d'un narval dans Brehms Tierleben (1864–1869).

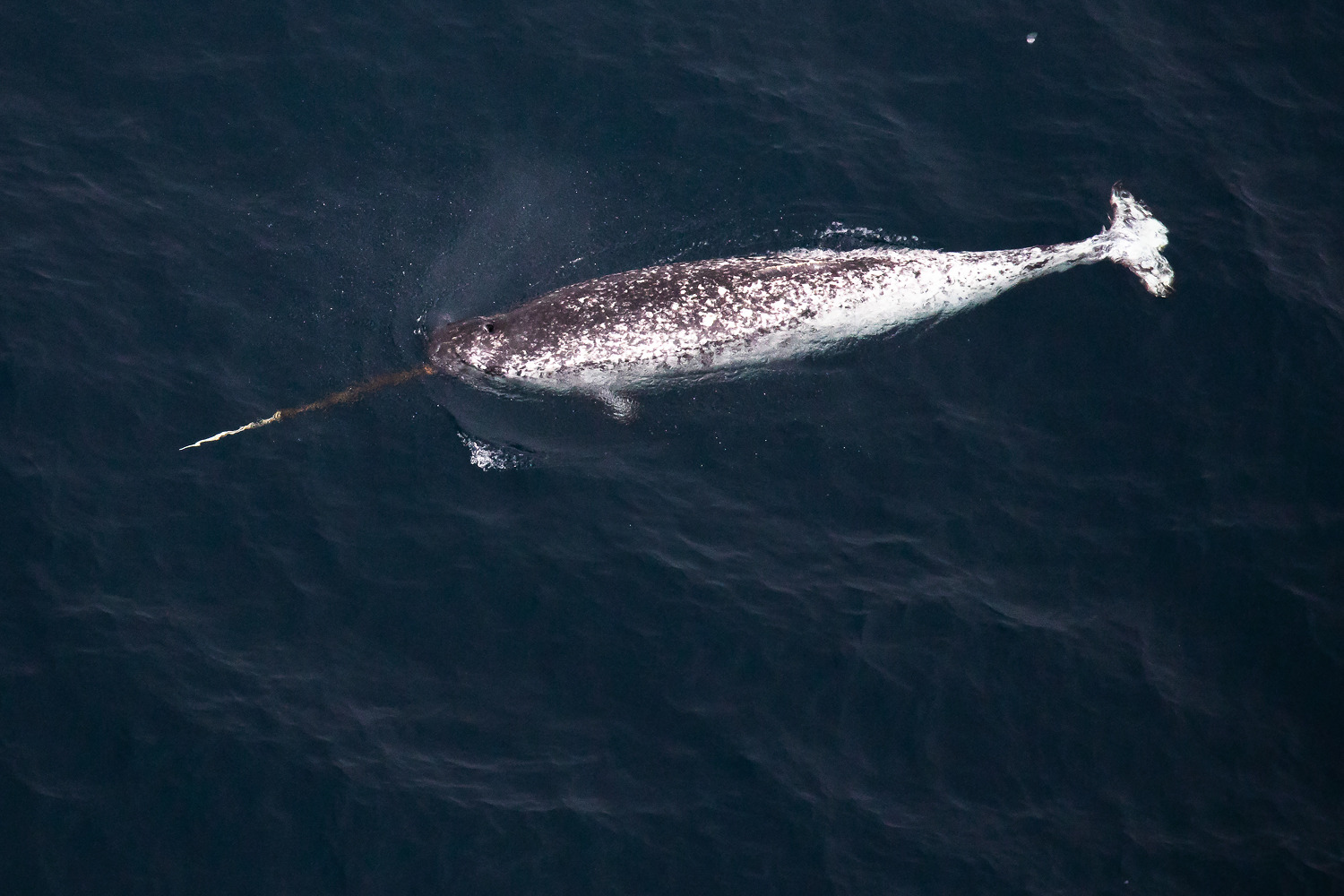
narval observé par drone.

Le narval a une petite tête arrondie dotée d'une petite bouche ronde. Il a de petites nageoires retroussées vers le haut. Tout comme les autres baleines arctiques, il n'a pas de nageoires dorsales et possède une épaisse couche graisseuse vascularisée qui l'isole du froid. Le mâle peut peser jusqu'à 1 600 kg et atteindre 5 m de longueur tandis que sa corne peut atteindre 3 m de long. La femelle est plus petite et peut atteindre les 1 000 kg pour 4 m de long. À la naissance, le juvénile pèse 80 kg et mesure 1,5 m. La couleur du narval change selon son âge : à la naissance il est bleu gris ou brun (selon les sources), à l'âge juvénile il sera bleu noir ; adulte il sera noir. Ensuite, plus le narval vieillira, plus sa peau se couvrira de taches blanches au point de devenir presque blanche.

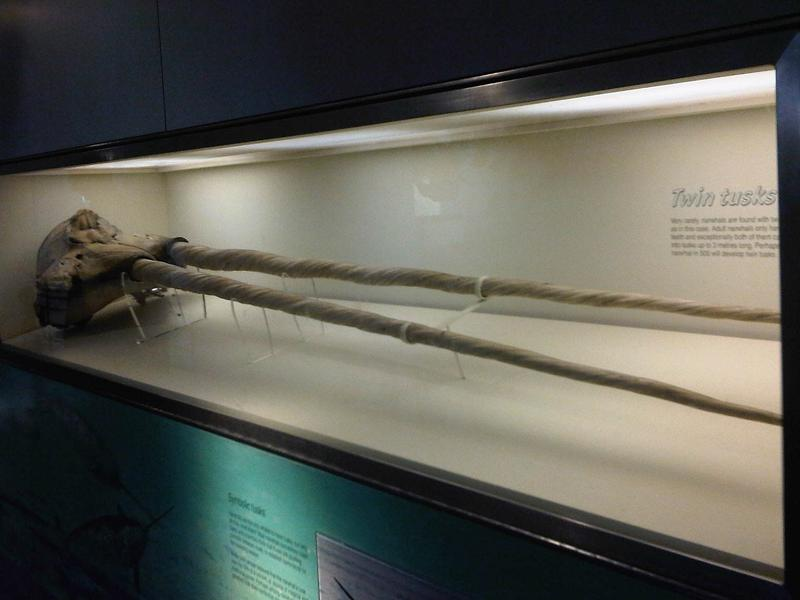
Crâne de narval à deux défenses.

Mâles et femelles possèdent deux dents. Chez les femelles, elles restent à l'intérieur de la boîte crânienne, chez les mâles, la canine de gauche s'allonge pour donner la « corne ».
La « corne » du narval est en réalité une dent très allongée, souvent prise pour une incisive, mais elle est en fait la canine gauche du maxillaire,,,. Elle commence à pousser au travers de la lèvre supérieure gauche dès la puberté, à l'âge d'un an, et son rythme de croissance augmente jusqu'à la maturité sexuelle du narval (vers 8 ou 9 ans). Cas d'hypertélie de la dissymétrie animale, elle acquiert une longueur considérable (2,5 à 3 m pour un poids de 10 kg). Elle est toujours torsadée dans le sens opposé à celui d'une vis indiquant probablement la latéralité de l'animal : il serait majoritairement droitier comme les éléphants. Les torsades augmentent la surface d'échange et donc la sensibilité et favorisent la croissance rectiligne (les cornes non torsadées de nombreux mammifères ont une croissance en spirale). Leur forme hydrodynamique assure une meilleure progression du narval dans l'eau. Sa partie enchâssée dans la mâchoire est creusée dans une vaste cavité pulpaire contenant une énorme papille qui en assure un accroissement continu correspondant à l’usure de l’extrémité libre. Presque tous les mâles ont cette dent, et environ 15 % des femelles. Environ 1 mâle sur 500 possède deux défenses.
Cette dent possède des propriétés et des fonctionnalités uniques dans la nature ; l'émail est à l'intérieur et la pulpe à l'extérieur. Elle contient une dizaine de millions de terminaisons nerveuses qui partent du nerf central, au cœur de la dent, et se rendent jusqu'à l'extérieur de la dent. Cette dent est donc un organe de détection sensorielle extrêmement sensible qui, paradoxalement, baigne dans des eaux glacées. Autre fait particulier, cette dent qui est en apparence rigide, est en fait flexible. Une dent de 2,40 m de longueur peut se courber jusqu'à 0,30 m dans n'importe quelle direction sans se briser. Si elle est abîmée, elle peut se réparer jusqu'à un certain point, mais si elle se casse, elle ne repoussera pas. L'émail étant très fin, la dent se casse facilement : le mâle peut alors réaliser un « plombage » pour éviter la formation d'une carie. Il peut combler le trou à l'extrémité de la dent par des graviers ou provoquer un jeune mâle en duel pour que ce dernier mette l'extrémité de sa « corne » dans le trou de sa dent, puis la briser, formant ainsi un bouchon.

## Écologie et comportement

### Organisation et comportement sociaux

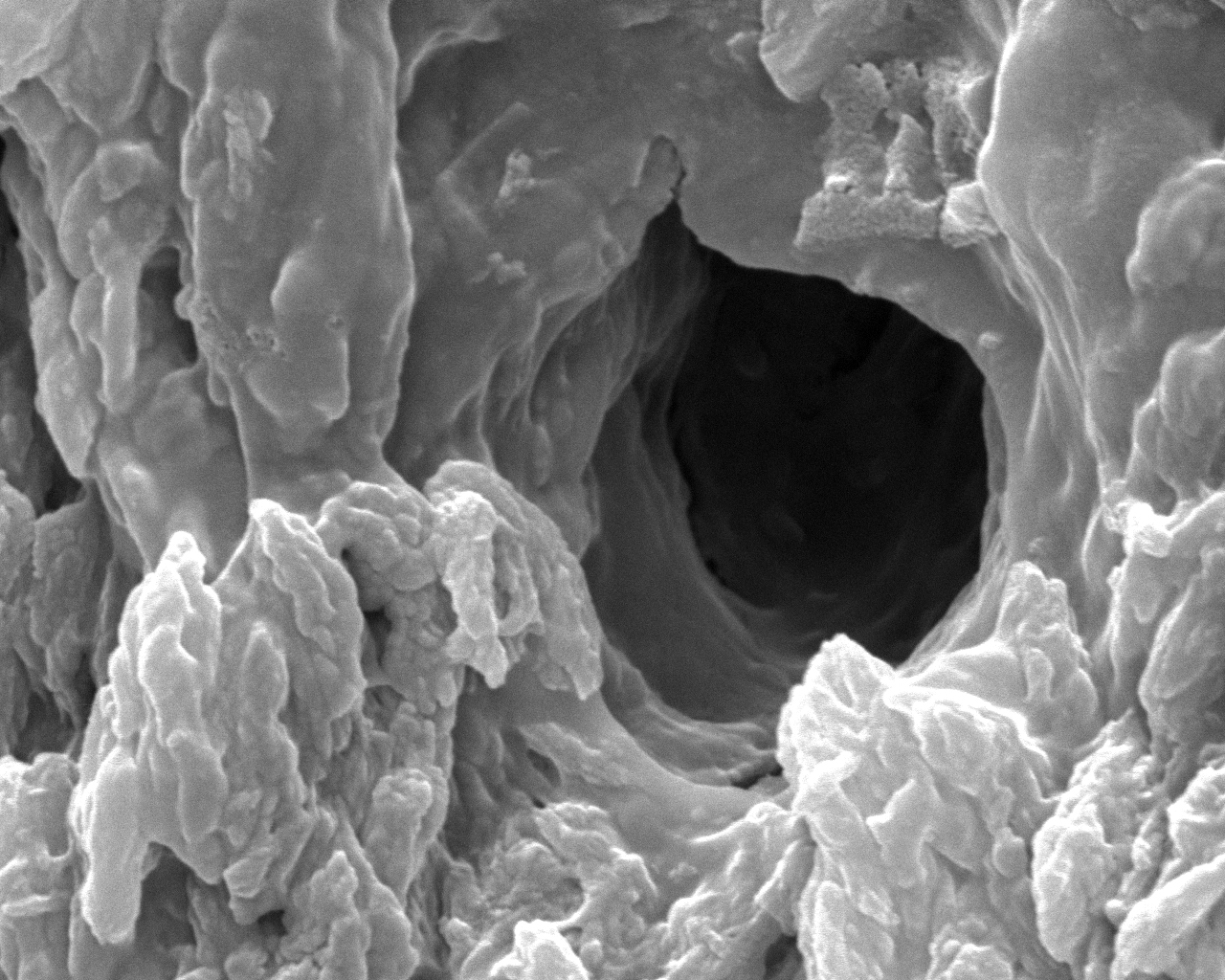
Micrographie électronique d'un tube qui transporte les terminaisons nerveuses vers le centre de la dent.

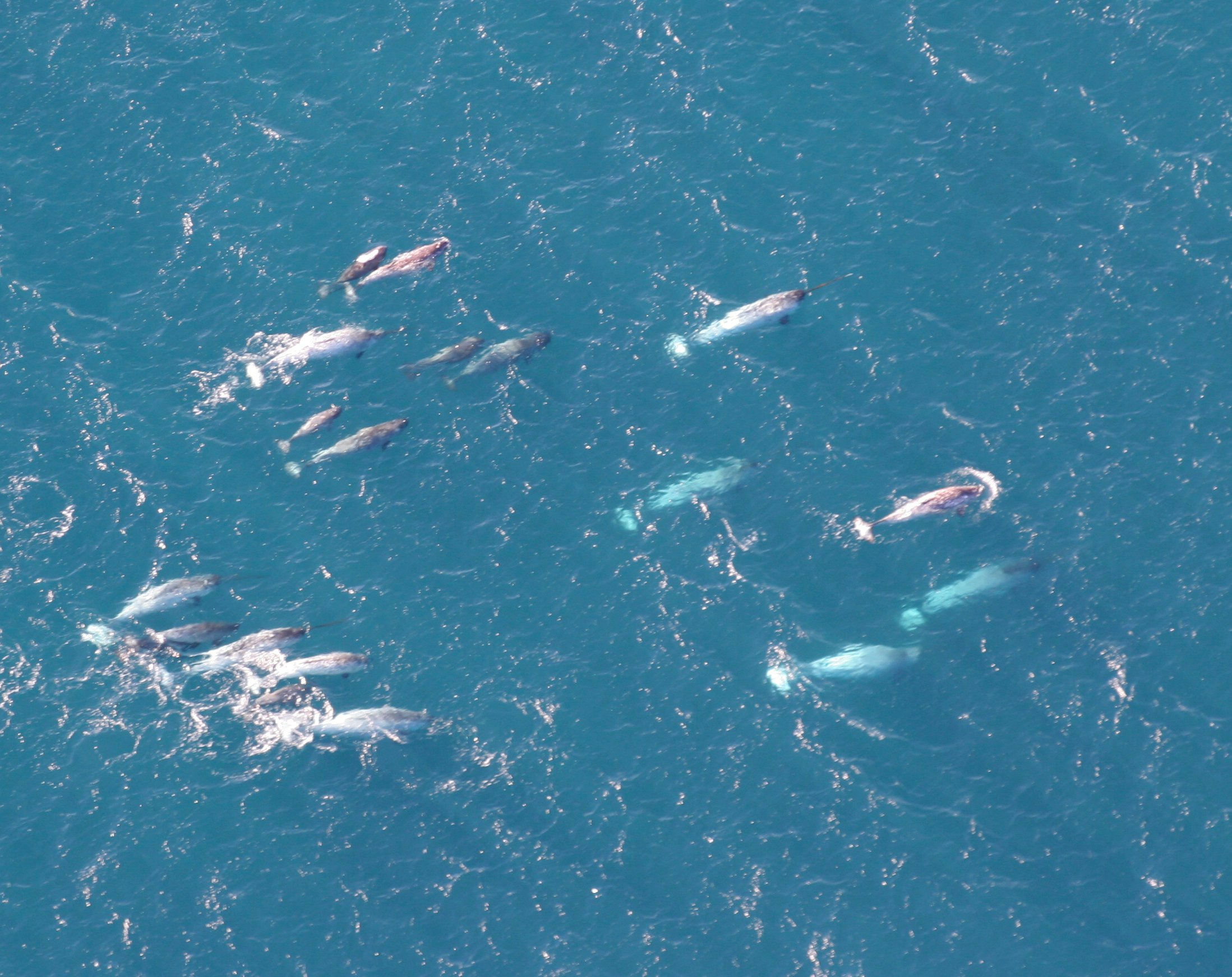
Un groupe de narvals au Groenland.

La fonction de la dent du narval, discutée depuis plus de 500 ans, fait toujours l'objet de discussions au sein des spécialistes. On a suggéré, notamment, qu'il s'agit d'une sonde acoustique, d'un régulateur thermique, d'un harpon pour attraper les proies, d'une arme contre les mâles conspécifiques ou les prédateurs, d'un outil pour briser la glace ou pour creuser les sédiments, ou encore d'un caractère sexuel secondaire.
Aucune de ces hypothèses n'est complètement satisfaisante. Cette dent étant relativement fragile et très innervée, il est peu probable qu'elle serve à briser la glace ou se battre. Le fait que les femelles en soient parfois dotées permet de douter de sa fonction de caractère sexuel secondaire. Des mâles ont été observés en train de se frotter mutuellement les dents, un phénomène appelé tusking en anglais. De plus, certains ont des cicatrices sur la tête. Charles Darwin a fait l'analogie avec la ramure des cerfs. Toutefois, aucune étude n'est venue étayer cette hypothèse. On pense maintenant que ces mâles qui se frottaient les défenses cherchaient plutôt à en éliminer les algues et parasites.
Selon une étude menée par des chercheurs en médecine dentaire d'Harvard, l'hypothèse principale est que cette dent serait en fait un organe sensoriel extrêmement sensible. En effet, elle est criblée de près de dix millions de tubules qui renferment un fluide et une terminaison nerveuse qui permettent au narval de détecter des particules spécifiques aux espèces animales constituant son alimentation grâce à des capteurs hydrodynamiques. Elle permettrait aussi aux mâles de trouver les femelles en détectant leurs hormones spécifiques dans l'eau. Elle est également sensible aux variations de pression, température et salinité de l'eau, facteurs clés dans la formation de la glace qui conditionne la migration du narval.
La forme torsadée de cette corne augmente sa surface, donc le nombre de terminaisons nerveuses et la sensibilité. La disposition spiralée permet également à la dent de pousser de façon rectiligne, ce qui limite la résistance dans l'eau.

### Cycle de vie
Le narval vivrait jusqu'à 50 ans. Les mâles atteignent la maturité sexuelle entre 8 et 9 ans et les femelles entre 4 et 7 ans. La période de gestation est d'environ 15 mois. Les accouplements se font au printemps en avril et les naissances arrivent l'année suivante en juillet, où les femelles allaitent leur petit pendant 4 mois. Comme pour plusieurs autres cétacés, on constate que le taux de reproduction est affecté à la baisse par l'activité humaine et ses polluants.

### Alimentation
Ce carnivore aime bien chasser les crevettes, il mange aussi des calmars, crustacés et mollusques. De plus, il se nourrit de flétans (dont le flétan du Groenland), de morues polaires, de plies, de pieuvres et d'autres animaux benthiques. Il mange aussi des petits poissons de différentes sortes.

### Vocalisations
Ce sont des baleines très vocales qui émettent différents sons tant pour communiquer entre elles que pour naviguer. Le narval peut produire une grande variété de chants, de bruits et de grognements. Certains sons rappelant un chant d'oiseau lui ont valu le surnom de « canari des mers ».

## Répartition et habitat

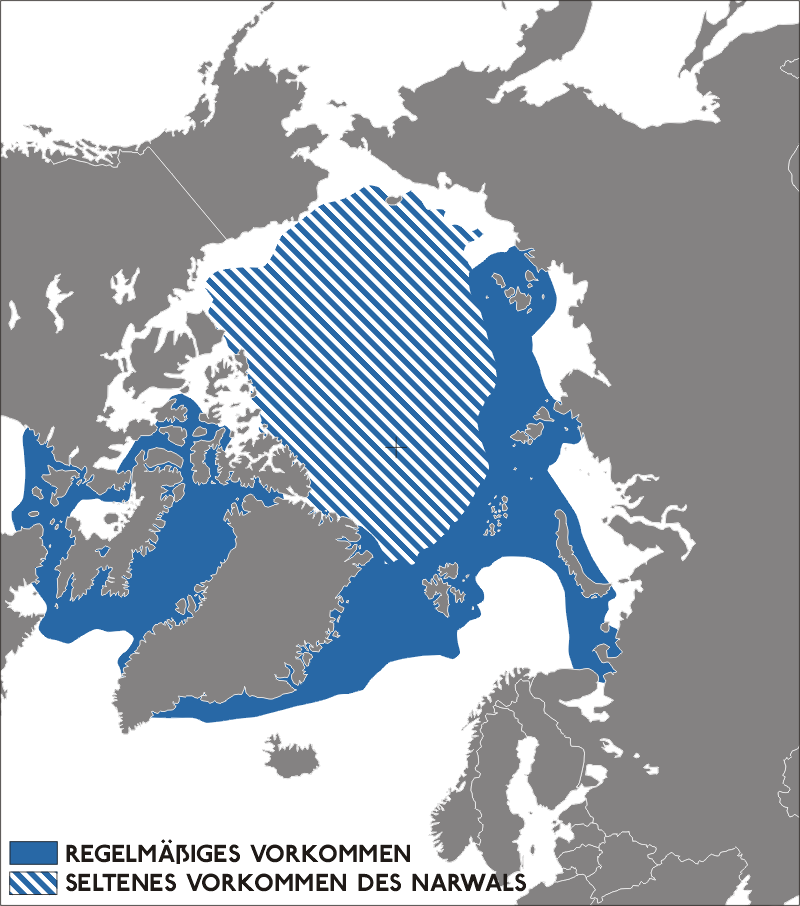
Répartition du narval.

Les narvals vivent en groupes de 4 à 20 individus dans les régions arctiques. On les retrouve principalement dans les eaux arctiques du Canada, du Groenland et de la Russie. Ces groupes sont en constante migration selon les saisons, cherchant à devancer la prise des glaces et à suivre les bancs de poisson qui constituent leur alimentation. Quand ils migrent, les groupes peuvent se joindre, donnant lieu à des rassemblements imposants et impressionnants.
On les observe très exceptionnellement dans des localisations plus méridionales, telles en 1912 dans le Zuiderzee aux Pays-Bas, ou en 2016 dans l'embouchure de l'Escaut en Belgique. Un narval mâle juvénile (6 ans) a intégré un groupe de bélugas dans l'estuaire du Saint-Laurent au Canada en 2016 et il en fait toujours partie en 2022. Il serait en bonne santé. Son accouplement avec une femelle béluga est envisageable, sachant que l'on a découvert, au Groenland en 1990, le crâne d'un narluga issu du croisement inverse.

## Étymologie et dénomination
Le nom comporte le radical wal provenant d'une langue nordique et signifiant « baleine », ainsi que le radical nár du vieux norrois signifiant « cadavre », en référence à la couleur grise du corps du narval, similaire à celle des marins noyés. Le narval a été décrit par Linné dans son Systema Naturae. Le nom latin Monodon monoceros est dérivé du grec et signifie « dent unique, corne unique ».

## Le narval et l'Homme

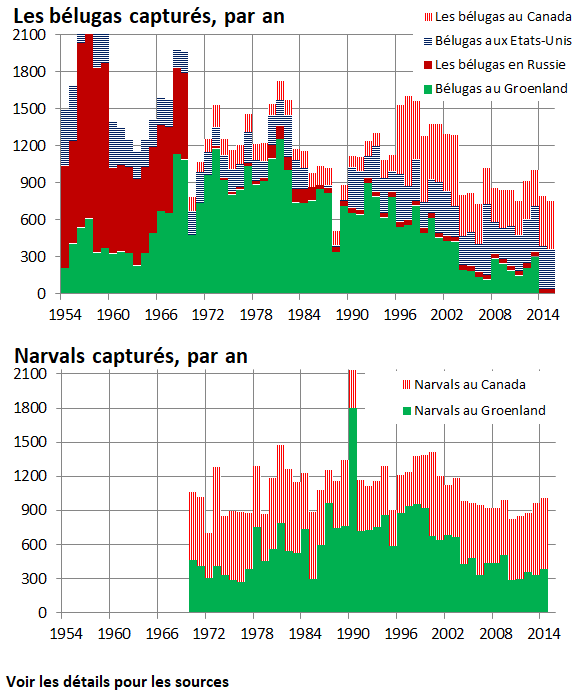
Les bélugas et narvals capturés par des humains.

### Populations
Depuis 2010 environ, on commence à savoir identifier des individus d'après photos subaquatiques ou prises en surface ; en fonction des taches de leur peau et/ou de cicatrices,.
Il n'existe pas d'étude exhaustive visant à évaluer les populations planétaires de narvals ainsi que leur évolution. On retrouve des études estimant les populations du Groenland et du Canada (qui sont en fait les mêmes qui migrent d'un endroit à l'autre selon les saisons), mais peu sur les populations à l'est du Groenland (Danemark). Les populations du Groenland et du Canada seraient d'au maximum 50 000 et d'à peine quelques milliers dans le reste du monde. D'autres estimations penchent plus vers une population mondiale de 40 000 individus.
Selon le Dr Heide-Joergensen, du Greenland Institute of Natural Resources, « les études suggèrent une baisse des populations de narvals de 10 % par an — et cette valeur pourrait être sous-estimée ».

Un narval à l'échelle humaine.

Plusieurs causes, bien que non exhaustives, peuvent expliquer le déclin des populations du narval :
- La chasse par ses principaux prédateurs que sont l'ours polaire et l'orque ;
- Le réchauffement planétaire engendre des changements de comportement chez les bancs de poissons qui constituent la nourriture des narvals, et engendrent des variations de température et de salinité de l'eau qui doivent déstabiliser le narval et changent ses habitudes ;
- Paradoxalement, les changements climatiques des dernières décennies engendrent une augmentation de la glaciation de surface des eaux dans la baie de Baffin (un de ses territoires hivernaux), ce qui contribue à emprisonner quelques groupes de narvals, causant leur perte ;
- L'augmentation de diverses activités humaines sur ses territoires contribue aussi à son déclin : la pêche au flétan entre en compétition alimentaire directe avec lui, l'augmentation du trafic de bateaux de marchandises et des exploitations/explorations de ressources premières (qui deviennent de plus en plus faciles et attrayantes avec la fonte des glaces due au réchauffement planétaire) sont des causes d'accidents, de stress et de pollution sans précédent ;
- Les polluants de plus en plus nombreux qui affectent le taux de natalité ;
- La chasse qui n'est pas réglementée chez les populations autochtones du Grand Nord. Le narval y est chassé pour la nourriture des hommes et des chiens de traîneau avec sa peau bouillie, appelée « maktaq », mais aussi pour son ivoire qui sert à faire des sculptures représentant une importante source de revenus. Seules quelques initiatives didactiques visant à enseigner aux Inuits une gestion sensée des populations de narvals ont été mises en place pour l'instant.

### Histoire et culture

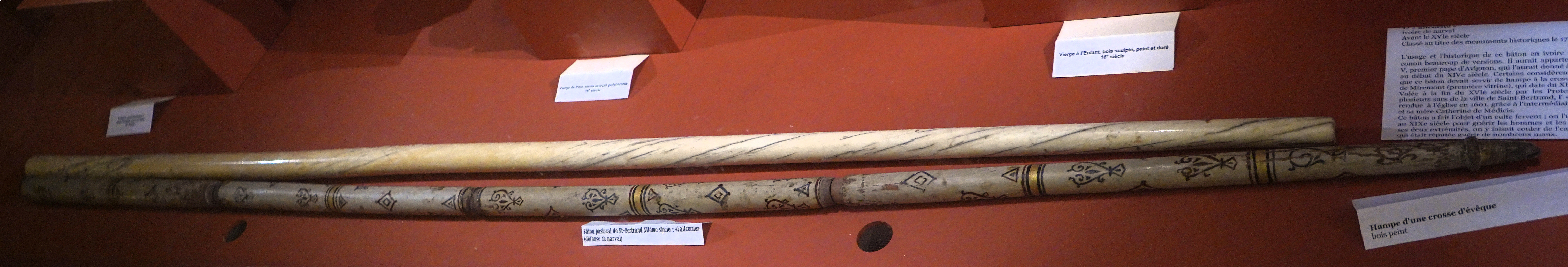
Bâton pastoral de Saint-Bertrand-de-Comminges, « l'alicorne », XIIe siècle (défense de narval).

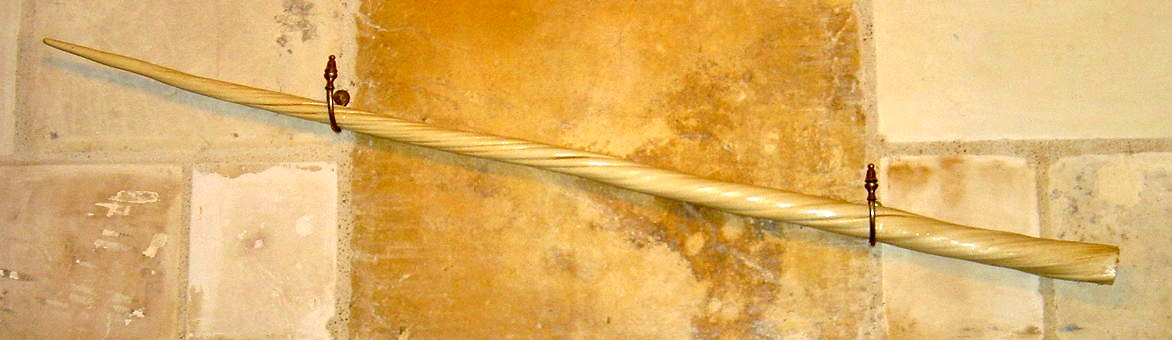
Dent de narval présentée comme une corne de licorne.

La légende de la licorne date de la Grèce antique. La corne des rhinocéros était vendue comme étant une corne de licorne, jusqu'à ce que l'on découvre celle des narvals : longue et torsadée. La dent du narval (canine gauche de la mâchoire supérieure) a beaucoup contribué à forger l'image que l'on se donnait de la licorne au Moyen Âge. Les navigateurs, surtout les nordiques (et notamment les danois), revendaient cette corne pour plusieurs fois son poids en or. En 1576, Élisabeth Ire d'Angleterre aurait payé une corne 10 000 livres, soit 600 000 euros actuels ou la valeur d'un château à l'époque. Les gens attribuaient des vertus à ces cornes, telle la faculté de neutraliser les poisons, et se faisaient donc faire des gobelets dans cet ivoire. Il a fallu attendre 1704 pour que le lien soit établi avec le narval.